# Comté de Drew
Pour les articles homonymes, voir Drew.
Le comté de Drew est un comté de l'État de l'Arkansas aux États-Unis. Au recensement de 2010, il comptait 18 509 habitants. Son chef-lieu est Monticello.

## Démographie
| 1850  | 1860  | 1870  | 1880   | 1890   | 1900   |
| ----- | ----- | ----- | ------ | ------ | ------ |
| 3 276 | 9 078 | 9 960 | 12 231 | 17 352 | 19 451 |

| 1910   | 1920   | 1930   | 1940   | 1950   | 1960   |
| ------ | ------ | ------ | ------ | ------ | ------ |
| 21 960 | 21 822 | 19 928 | 19 831 | 17 959 | 15 213 |

| 1970   | 1980   | 1990   | 2000   | 2010   | - |
| ------ | ------ | ------ | ------ | ------ | - |
| 15 157 | 17 910 | 17 369 | 18 723 | 18 509 | - |